# الفضل بن محمد القصباني
أبو القاسم الفضل بن محمد بن علي بن الفضل القصباني البصري (…- 444 هـ = …- 1052 م)، كاتب وشاعر ونحوي عاش في البصرة في القرن الخامس الهجري.

## سيرته
ولِدَ الفضل بن محمد بن علي في مدينة البصرة، وتاريخ ميلاده غير معروف، وكان الفضل من أشهر نحاة البصرة في ذلك الزمن، فتصدَّر للإقراء، وتتلمذ لديه عدد من الطّلاب، من أشهرهم محمد الحريري والخطيب التبريزي. ويبدو أنَّه كان مضطلعاً في تجارة القصب، فنُسِب إلى مهنته، وكان ضريراً. ألَّف القصباني عدد من المؤلفات في النحو والأدب، وتُنسَب إليه أبيات شعريَّة. تُوفِّي الفضل بن محمد القصباني في سنة 444هـ.

## مؤلفاته
تُنسَب إليه المؤلفات التالية:
- «مقدمة في النحو».
- «حواشٍ الصحاح للجوهري» (في اللغة).
- «حواشٍ على الإيضاح لأبي علي الفارسي» (في النحو).
- «كتاب الأمثال».
- «كتاب الأمالي».
- «الصفوة في أشعار العرب ومختارها».